# Keepmoat Stadium

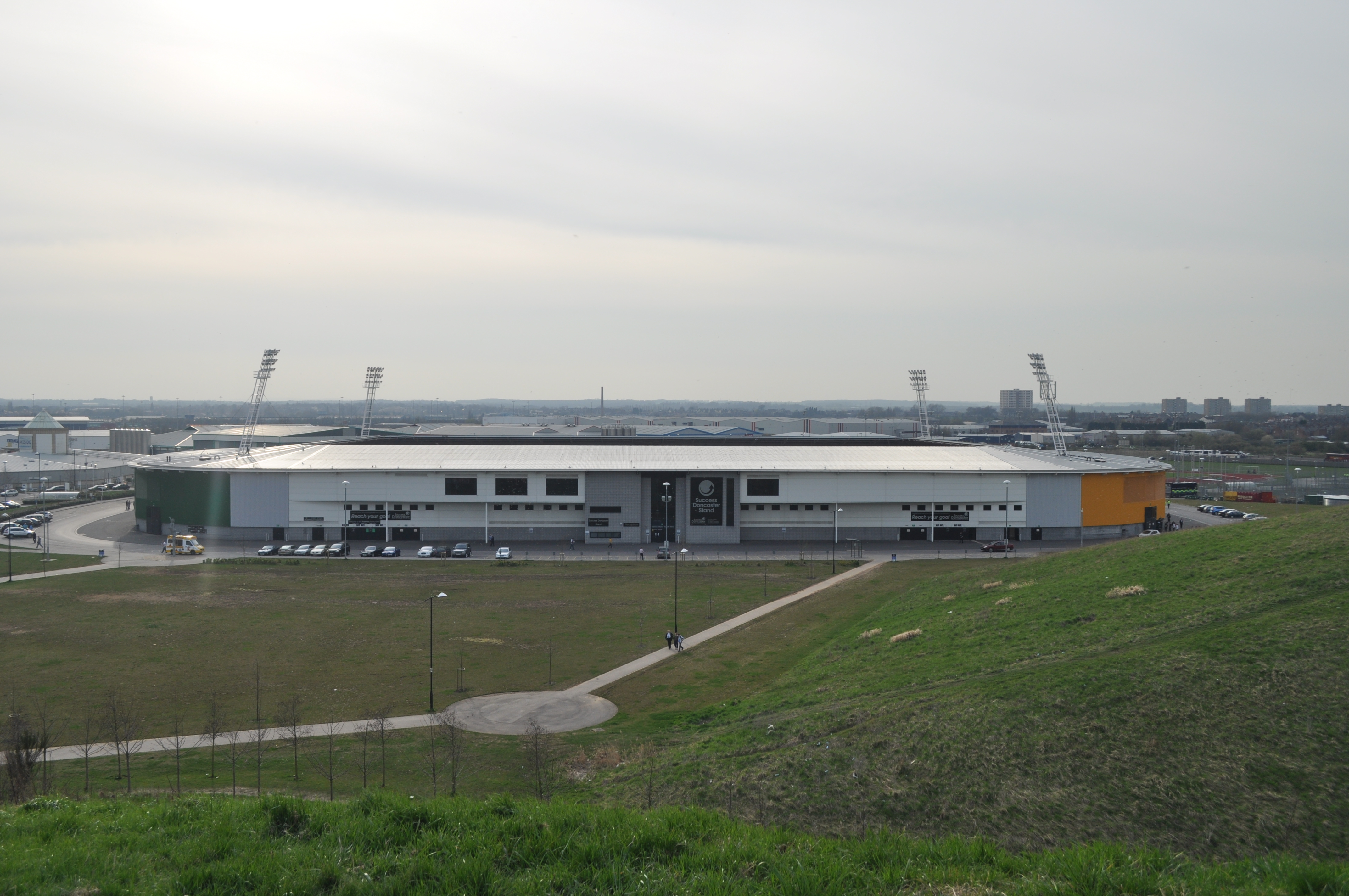
Keepmoat Stadium.

Keepmoat Stadium är en fotbollsarena i Doncaster i England, öppnad 2007. Arenan är hemmaarena för Doncaster Rovers.
Arenan har plats för 15 231 åskådare. Arenan kostade ungefär 32 miljoner pund att bygga och används förutom av Doncaster Rovers även av Doncaster Rugby League Club och Doncaster Rovers Belles LFC.